# Переясловское сельское поселение (Краснодарский край)
Переясловское сельское поселение — муниципальное образование в Брюховецком районе Краснодарского края России.
В рамках административно-территориального устройства Краснодарского края ему соответствует Переясловский сельский округ.
Административный центр — станица Переясловская.

## Население
| 2010  | 2012  | 2013  | 2014  | 2015  | 2016  | 2017  |
| ----- | ----- | ----- | ----- | ----- | ----- | ----- |
| 8482  | ↘8462 | ↗8494 | ↘8477 | ↘8464 | ↘8408 | ↘8385 |
| 2018  | 2019  | 2020  | 2021  | 2023  |       |       |
| ↘8342 | ↘8262 | ↘8240 | ↘7658 | ↘7554 |       |       |

## Населённые пункты
В состав сельского поселения (сельского округа) входят 3 населённых пункта:
| № | Населённый пункт | Тип населённого пункта | Население (чел.) |
| - | ---------------- | ---------------------- | ---------------- |
| 1 | Переясловская    | станица                | ↘7620            |
| 2 | Встречный        | посёлок                | ↗2               |
| 3 | Сопова Балка     | хутор                  | ↘56              |